# 용인소방서
용인소방서(龍仁消防署, Yongin Fire Station)는 경기도 용인시를 관할하는 경기도 소방재난본부 산하의 소방서이다.
소방서장은 소방준감으로 보한다.

## 연혁
- 2024년 6월 19일 : 용인서부소방서(기흥구, 수지구 담당) 분리

## 조직
| - 소방행정과 - 소방행정팀 - 회계장비팀                            | - 재난예방과 - 예방대책팀 - 생활안전팀 - 소방민원팀   | - 재난대응과 - 대응전략팀 - 구조팀 - 구급팀 | - 화재조사분석과 - 광역조사팀 - 화재조사팀 |
| - 소방안전특별점검단 - 화재안전조사팀 - 소방패트롤팀 - 소방사법팀 | - 제1,2현장지휘단 - 현장지휘1,2,3팀 - 안전지원1,2,3팀 |                                             |                                            |

## 관할센터 및 관할구역
용인소방서는 13개의 119안전센터와 2개의 구조대, 2개의 구급대, 1개의 지역대를 산하에 두고 있다.
| 명칭                 | 주소                         | 관할구역 | 지역대        |
| -------------------- | ---------------------------- | --- | ------------- |
| 역북119안전센터      | 처인구 명지로 45             | 처인구 고림동, 김량장동, 마평동, 삼가동, 역북동, 운학동, 유방동, 해곡동, 남동, 호동                                  |               |
| 포곡119안전센터      | 처인구 포곡읍 포곡로 252     | 처인구 포곡읍 전체                                                                                                   |               |
| 모현119안전센터      | 처인구 모현읍 독점로 31-12   | 처인구 모현읍 갈담리, 초부리, 왕산리, 일산리, 동림리, 능원리, 오산리                                                 |               |
| 남사119안전센터      | 처인구 남사읍 봉무로 13      | 처인구 남사면 전체                                                                                                   |               |
| 구갈119안전센터      | 기흥구 신구로 74             | 기흥구 신갈동, 구갈동, 영덕동, 하갈동                                                                                |               |
| 수지119안전센터      | 수지구 풍덕천로 177          | 수지구 풍덕천동, 동천동, 고기동                                                                                      |               |
| 양지119안전센터      | 처인구 양지면 남평로 46      | 처인구 양지면 10개리, 원산면 4개리                                                                                   |               |
| 이동119안전센터      | 처인구 이동읍 백옥대로 416-2 | 처인구 이동읍 덕성리, 송전리, 천리, 서리, 묵리, 시미리, 화산리, 묘봉리, 어비리                                       |               |
| 보정119안전센터      | 기흥구 보정로114번길 2       | 기흥구 보정동, 마북동, 수지구 죽전동                                                                                 |               |
| 백암119안전센터      | 처인구 백암면 백암로 247     | 처인구 백암면 백암리, 박곡리, 백봉리, 고안리, 옥산리, 장평리, 석천리, 용천리, 근삼리, 근창리, 근곡리, 가창리, 가좌리 | 원삼119지역대 |
| 동백119안전센터      | 기흥구 동백6로 33            | 기흥구 동백동, 중동, 언남동, 청덕동, 상하동                                                                          |               |
| 기흥119안전센터      | 기흥구 한보라1로 128         | 기흥구 보라동, 상갈동, 지곡동, 고매동, 공세동, 서천동, 농서동                                                        |               |
| 성복119안전센터      | 수지구 성복동 549-53         | 수지구 성복동, 상현동, 신봉동                                                                                        |               |
| 용인소방서 119구조대 | 처인구 명지로 45             | 경기도 용인시 동부권역(처인구)                                                                                       |               |
| 제2구조대            | 수지구 풍덕천로 177          | 경기도 용인시 서부권역(기흥구, 수지구)                                                                               |               |
| 용인소방서구급대     | 처인구 명지로 45             | 경기도 용인시 동부권역(처인구)                                                                                       |               |
| 제2구급대            | 기흥구 신구로 74             | 경기도 용인시 서부권역(기흥구, 수지구)                                                                               |               |

## 사건사고
- 1996년 3월 13일 LPG저장탱크에서 질식한 사람을 구조하던 중 1명이 순직하였다.[4]
- 2010년 7월 28일 맨홀 배수작업 도중 부상당한 1명이 7월 30일 순직하였다.[5]

## 같이 보기
- 대한민국 소방청
- 대한민국의 소방
- 소방관 계급